# Calcón de Cipariso
En la mitología griega, Calcón es un héroe de la ciudad de Cipariso, en el monte Parnaso. Era auriga, consejero y escudero de Antíloco, un hijo del rey Néstor, gracias a que un oráculo así se lo había aconsejado a éste. Participó, bajo las órdenes de Aquiles, en la guerra contra las amazonas, pero cuando conoció a su reina Pentesilea no pudo evitar enamorarse de ella. Este amor fue fatal para Calcón, pues cuando vio que las amazonas iban a ser derrotadas salió en socorro de su amada, lo que provocó que el mismo Aquiles le matara. En castigo por su traición, los griegos no le dieron la debida sepultura, sino que colgaron su cadáver en una cruz.